# Musique humoristique
Sous-genres
Comedy rock, comedy pop, comedy hip hop, comedy jazz, comedy country, comedy lounge, acoustic comedy
Genres dérivés
Musique parodique
La musique humoristique, musique comique ou chanson comique, est un genre musical de nature comique ou humoristique. Son histoire remonte au premier siècle dans la Grèce et la Rome antiques, puis au Moyen Âge, aux époques classique et romantique, et au XXe siècle. Parmi les artistes du XXe siècle figurent Allan Sherman, Frank Zappa, Tiny Tim, Barenaked Ladies, Randy Newman et « Weird Al » Yankovic.
La musique comique est souvent associée à la contre-culture, en raison des messages subversifs qu'elle affiche. Cette nature informative de la musique comique contribue également à l'amélioration de l'apprentissage à l'intérieur et à l'extérieur de la salle de classe. Les formes de divertissement comme le théâtre musical intègrent également souvent la musique comique.
Pour créer des effets comiques dans la musique, les compositeurs ont développé plusieurs techniques de composition principales, dont l'utilisation de textes comiques, la parodie musicale et les juxtapositions inattendues d'éléments syntaxiques, entre autres. La musique comique peut être classée en plusieurs catégories, telles que la musique parodique, la chanson fantaisiste, le comedy rock et le comedy hip hop. Les récompenses consacrées à la musique comique comprennent le Grammy Award du meilleur album de comédie, le Golden Globe Award du meilleur film - comédie ou comédie, et les Musical Comedy Awards. 